# Verbascum prunellii
Verbascum prunellii es una especie de la familia  de las escrofulariáceas. Fue descrita por primera vez en 1998 por Vicente Rodríguez Gracia.

## Descripción
Florece en mayo y junio. Sufrútice, glandular-pubescente, con cepa gruesa, muy leñosa, y restos de tallos de años anteriores. Tallos hasta de 60 cm, lignificados en la parte inferior, abundantemente ramificados desde la base, lisos, erecto-ascendentes, con pelos tectores bifurcados, mezclados con otros glandulíferos mucho más cortos y menos abundantes, de un verde-rojizo; ramas numerosas, largas, simples o poco ramificadas, arqueadas, intricadas, o rígidas y subespinescentes en la fructificación. Hojas alternas de 1,5-2 a 0,7-0,8 cm, lineares, arqueadas, conduplicadas, pinnatipartidas o pinnatisectas, abundante e irregularmente dentadas, con pelos tectores bifurcados o trifurcados y pelos glandulíeros, por el haz con predominio de los glandulíeros, por el envés con predominio de los tectores, sésiles. Inflorescencia en racimo paniculiforme, ramificada, muy laxa, o flexuosa en la floración, rígida y subespinescente en la fructificación, con pelos glandulíeros cortos, más abundantes, y otros tectores bifurcados, más escasos; brácteas 2-3, de 1,4-2,2 mm, de 4 a 5 veces más cortas que los pedicelos, ovadas, netamente dentadas, con pelos glandulíferos. Flores solitarias en cada bráctea; pedicelos de 9 a 13 mm, 2 o 3 veces la longitud del cáliz, subpatentes, rectos, glandulosos hacia el ápice, muy acrescentes, en la fructificación hasta de 20 mm, incurvos y erectoascendentes. Cáliz 4-5 mm, hendido hasta casi la base, con pelos glandulíeros; sépalos 3,5-4 de 1,5-1,9 mm, obovado-elípticos, subagudos, enteros. Corola 18-22 mm, poco zigomorfa, amarilla, con pelos glandulíferos por fuera; lóbulos superiores 5-6, obovados en la base con una gran mancha atropurpúrea; los inferiores 7-8 de 6-8 mm, suborbiculares, sin mancha. Estambres 4, dimorfos; los superiores con anteras reniformes, transversales y filamentos cubiertos por pelos claviformes purpúreos, bajo la antera amarillentos; los inferiores con anteras de 3,8-4 mm, lineares, o rectas, adnato-decurrentes y filamentos glabros. Ovario glabrescente, con algún pelo glandulífero disperso; estilo 13-15 mm; estigma hemisférico. Cápsula 7,5-9 mm, o el doble de larga que el cáliz, ovoideo-globosa, rostrada, con apículo recto de c. 1 mm, esparcidamente glandular. Semillas 0,6-0,8 mm.

## Hábitat
Tiene preferencia por las grietas de las rocas y los taludes silíceos con gran presencia de metales pesados, en altitudes de entre 300 y 400 m s. n. m.

## Distribución
Endemismo de las laderas de Sierra Alhamilla, en la provincia de Almería, España.